# David Horowitz
David Joel Horowitz (New York, 10 gennaio 1939 – 28 aprile 2025) è stato uno scrittore statunitense, politicamente conservatore, fondatore e presidente del David Horowitz Freedom Center (DHFC), editore del sito del Centro FrontPage Magazine e direttore di "Discover the Networks", un sito che tiene traccia di persone o gruppi politicamente di sinistra. Horowitz ha anche fondato l'organizzazione "Students for Academic Freedom".
Ha scritto vari libri insieme a Peter Collier, inclusi quattro sulle famiglie americane più importanti del XX secolo. È stato anche commentatore del sito Salon.
Dal 1956 al 1975, Horowitz è stato un sostenitore schietto della Nuova Sinistra. In seguito ha rifiutato le idee progressiste diventando un difensore del neoconservatorismo. Ha raccontato il suo viaggio ideologico in una serie di libri retrospettivi, culminati con il suo libro di memorie del 1996 Radical Son: A Generational Odyssey.

## Biografia
Nato nel quartiere di Forest Hills nel Queens, a New York, Horowitz è il figlio degli insegnanti ebrei delle scuole superiori Phil e Blanche Horowitz. Suo padre insegnava inglese e sua madre stenografia. La famiglia di sua madre emigrò dalla Russia imperiale a metà del XIX secolo e la famiglia di suo padre lasciò la Russia nel 1905 durante un periodo di pogrom antiebraici. Il nonno paterno di Horowitz viveva a Mazyr, una città nella moderna Bielorussia, prima di partire per gli Stati Uniti. Nel 1940, la famiglia si trasferì a Long Island, sezione del Queens.
Durante gli anni dell'organizzazione sindacale e della Grande depressione, Phil e Blanche Horowitz erano membri di lunga data del Partito Comunista Americano e forti sostenitori di Iosif Stalin. Hanno lasciato il partito dopo che Chruščëv ha pubblicato il suo rapporto nel 1956 sui crimini commessi da Stalin e sul terrorismo contro la popolazione sovietica. 
Horowitz ha conseguito un BA presso la Columbia University nel 1959, specializzandosi in inglese, ed un master in letteratura inglese presso l'Università di Berkeley.

## Carriera

### Nuova Sinistra
Dopo la laurea, Horowitz ha vissuto a Londra durante la metà degli anni '60 ed ha lavorato per la Bertrand Russell Peace Foundation. Si è identificato come un intellettuale marxista.
Nel 1966, Ralph Schoenman convinse Bertrand Russell a convocare il suo tribunale per i crimini di guerra per giudicare il coinvolgimento degli Stati Uniti nella guerra del Vietnam. Tre decenni dopo Horowitz scriverà di avere avuto riserve politiche sul tribunale e di non avervi preso parte. Ha descritto i giudici del tribunale come formidabili, famosi in tutto il mondo e radicali. Includevano Isaac Deutscher, Jean-Paul Sartre, Stokely Carmichael, Simone de Beauvoir, Vladimir Dedijer e James Baldwin. Nel gennaio 1966, Horowitz, insieme ai membri del gruppo marxista internazionale trotskista, formò la campagna di solidarietà del Vietnam del Nord che ha organizzato una serie di proteste a Londra contro il sostegno britannico alla guerra del Vietnam.
Mentre era a Londra, Horowitz divenne un caro amico di Deutscher e scrisse una sua biografia. Horowitz scrisse The Free World Colossus: A Critique of American Foreign Policy in the Cold War. Nel gennaio 1968, tornò negli Stati Uniti, dove divenne condirettore della rivista New Left Ramparts, stabilendosi nel nord della California.
Durante i primi anni '70, Horowitz sviluppò una stretta amicizia con Huey P. Newton, fondatore del Black Panther Party. Horowitz in seguito ha considerato Newton come gangster, terrorista, intellettuale e celebrità dei media. Come parte del loro lavoro insieme, Horowitz ha contribuito a raccogliere fondi e ha assistito i Panthers nella gestione di una scuola per bambini poveri a Oakland. Raccomandò a Newton di assumere Betty Van Patter come contabile, allora lei lavorava per Ramparts. Nel dicembre 1974, il corpo di Van Patter fu trovato galleggiante nel porto di San Francisco: era stata uccisa. È opinione diffusa che i Panthers fossero responsabili del suo omicidio, convinzione sostenuta anche da Horowitz.
Nel 1976, Horowitz è stato uno "sponsor fondatore" della rivista di James Weinstein In These Times.

### Evoluzione verso destra
Dopo questo periodo, Horowitz ha rifiutato Marx e il socialismo, ma per quasi un decennio ha taciuto sulla sua evoluzione in politica.
All'inizio del 1985, Horowitz e Collier, che politicamente divenne anche lui un conservatore, scrissero un articolo per il Washington Post Magazine intitolato "Lefties for Reagan ", successivamente ribattezzato "Goodbye to All That". L'articolo spiegava il loro cambio di opinione e la recente decisione di votare per un secondo mandato per il presidente repubblicano Ronald Reagan. Nel 1986, Horowitz pubblicò "Perché non sono più di sinistra" in The Village Voice. 
Nel 1987, Horowitz ha co-ospitato una "Second Thoughts Conference" a Washington, descritta da Sidney Blumenthal sul Washington Post come il suo "coming out" come conservatore. Secondo il partecipante Alexander Cockburn, Horowitz ha raccontato come i suoi genitori stalinisti non avessero permesso a lui e a sua sorella di guardare nella loro giovinezza i famosi film di Doris Day e Rock Hudson. Guardarono invece film di propaganda dall'Unione Sovietica. 
Nel maggio 1989, Horowitz, Ronald Radosh e Collier parteciparono a una conferenza a Cracovia chiedendo la fine del comunismo. Dopo aver marciato con i dissidenti polacchi in una protesta contro il regime, Horowitz ha parlato dei suoi pensieri mutevoli e del motivo per cui credeva che il socialismo non potesse creare il loro futuro. Ha detto che il suo sogno era che il popolo polacco fosse libero. 
Nel 1992, Horowitz e Collier hanno fondato Heterodoxy, una rivista mensile incentrata sull'esposizione di ciò che descriveva come eccessiva correttezza politica nei college e nei campus universitari degli Stati Uniti. Doveva "avere la sensazione di una pubblicazione samizdat all'interno del gulag dell'università PC [politicamente corretta]". Il tabloid era diretto agli studenti universitari, che Horowitz considerava indottrinati dalla sinistra radicale. In Radical Son, scrisse che le università non erano più efficaci nel presentare entrambi i lati degli argomenti politici. Ha affermato che i professori di sinistra avevano creato un'atmosfera di "terrore" politico nei campus. 
In una colonna del 2001 su Salon descrisse la sua opposizione alle riparazioni per la schiavitù, definendola razzismo contro i neri, poiché li definiva solo in termini di discendenza da schiavi. Ha sostenuto che applicare etichette come "discendenti di schiavi" ai neri era dannoso e sarebbe servito a separarli dalla società principale. Nello stesso anno durante il Black History Month, Horowitz ha tentato di acquistare spazi pubblicitari in diverse pubblicazioni di studenti universitari americani per esprimere la sua opposizione alle riparazioni. Molti giornali studenteschi si rifiutarono di vendergli spazi pubblicitari; in alcune scuole, i giornali che riportavano i suoi annunci sono stati rubati o distrutti. Walsh ha detto che il furore aveva dato a Horowitz un'enorme quantità di pubblicità gratuita. 
Nel 2005, Horowitz ha lanciato Discover the Networks. È poi apparso in Occupy Unmasked, un documentario del 2012 che ritrae il movimento Occupy Wall Street come una sinistra organizzazione formata per distruggere violentemente il governo americano. 
Nel 2018, Horowitz ha attirato molti commenti critici attaccando il nuovo National Memorial for Peace and Justice della Equal Justice Initiative, definendolo "un vero progetto razzista" che mostra "razzismo anti-bianco". "I linciaggi erano brutti ma non riguardavano principalmente i bianchi che strappavano i neri dalle strade e li legavano". 